# قليقلة جميلة
القليقلة الجميلة (باللاتينية: Minuartia formosa) نوع نباتي يتبع جنس القليقلة من الفصيلة القرنفلية.

## الموئل والانتشار
موطنها بلاد الشام وتركيا.